# EMedicine
eMedicine este o bază de cunoștințe medicale clinice online fondată în 1996 de Scott Plantz MD FAAEM, și Jonathan Adler MD MS FACEP FAAEM, un inginer de calculator Jeffrey Berezin MS. Conceptul fundamental a fost de a crea un depozit mare de conținut medical la nivel profesional, care ar putea fi atât actualizate și accesate continuu pentru a ajuta la îngrijirea clinică și educația medicilor. Site-ul eMedicine este format din aproximativ 6.800 de articole medicale subiect de revizuire, fiecare dintre care este asociat cu unul din 62 de subspecialitate clinică „manuale”. Pediatrie, de exemplu, are 1.050 de articole organizate în 14 subspecialitate "manuale" (endocrinologie pediatrică, genetică, cardiologie, pneumologie, etc);" volumul de medicamente de urgență are 630 de articole și medicina internă are aproape 1.400 de articole.  În cazul în care restul de manuale de specialitate (de exemplu, Neurologie, Ortopedie, Oftalmologie, etc) sunt adăugate la totalul de 6800 + articole au fost create în eMedicine. În plus, baza de cunoștințe include peste 25.000 de fișiere multimedia clinic (de exemplu, fotografii, studii imagistice, fișiere audio, fișiere video). Pentru a crea acest conținut online, peste 11.000 de specialiști în asistență medicală certificați (95%+ medici, 95%+ sua) au fost recrutați și gestionați într-un sistem de management al învățării (LMS) de primă generație.  Dacă este tipărit în formă tipărită, conținutul sistemului ar totaliza peste 1 milion de pagini.
Fiecare articol este scris de către specialiști bord certificate în subspecialitate la care articolul aparține și suferă trei niveluri de medic peer-review, plus revizuire a unui doctor de farmacie. Autorii articolului sunt identificați cu numirile lor actuale la facultate.  Fiecare articol este actualizat anual sau mai frecvent pe măsură ce apar modificări în practică, iar data este publicată în articol. eMedicine.com a fost vândut WebMD în ianuarie 2006 și este disponibil ca referință Medscape.